# Dipsacus walkeri
Dipsacus walkeri är en tvåhjärtbladig växtart som beskrevs av George Arnott Walker Arnott. Dipsacus walkeri ingår i släktet kardväddar, och familjen Dipsacaceae. Inga underarter finns listade i Catalogue of Life.